# Hammou Boutayeb
Pour les articles homonymes, voir Boutayeb.
Hammou Boutayeb, né en 1956 est un athlète marocain, spécialiste des courses de fond, et notamment du 10 000 mètres.

## Biographie
Il se classe deuxième du 3 000 mètres lors des Championnats du monde en salle 1991, à Séville, derrière l'Irlandais Frank O'Mara et devant le Britannique Rob Denmark. Il remporte par ailleurs les Goodwill Games en 1990 et 1994, et s'adjuge la médaille d'or des Jeux méditerranéens de 1991.
Son record personnel sur 10 000 mètres, établi le 14 juillet 1990 à Oslo, est de 27 min 25 s 48.
Il se fait remarquer aux Jeux olympiques de Barcelone en 1992 sur l'épreuve du 10 000 m, en déstabilisant le Kenyan Richard Chelimo à la faveur de son compatriote Khalid Skah, alors que ces deux derniers venaient de lui prendre un tour. Il a ainsi dépassé à plusieurs reprises le duo de tête dans les 2 derniers tours. C'est finalement Khalid Skah qui remporte l'épreuve. La victoire est confirmée malgré la controverse.

### Palmarès
| Date | Compétition                    | Lieu              | Résultat | Épreuve  |
| ---- | ------------------------------ | ----------------- | -------- | -------- |
| 1990 | Goodwill Games                 | Seattle           | 1er      | 10 000 m |
| 1991 | Championnats du monde en salle | Séville           | 2e       | 3 000 m  |
| 1991 | Jeux méditerranéens            | Athènes           | 1er      | 10 000 m |
| 1991 | Championnats du monde          | Tokyo             | 8e       | 10 000 m |
| 1993 | Jeux méditerranéens            | Narbonne          | 2e       | 10 000 m |
| 1994 | Goodwill Games                 | Saint-Pétersbourg | 1er      | 10,000 m |

### Records
| Épreuve  | Performance    | Lieu | Date            |
| -------- | -------------- | ---- | --------------- |
| 10 000 m | 27 min 25 s 48 | Oslo | 14 juillet 1990 |